# Diocese de Vellore
A Diocese de Vellore (Latim:Dioecesis Vellorensis) é uma diocese localizada no município de Vellore, no estado de Tâmil Nadu, pertencente a Arquidiocese de Madras e Meliapore na Índia. Foi fundada em 13 de novembro de 1952 pelo Papa Pio XII. Com uma população católica de 192.600 habitantes, sendo 3,0% da população total, possui 89 paróquias com dados de 2020.

## História
Em 13 de novembro de 1952 o Papa Pio XII cria a Diocese de Vellore através do território da Arquidiocese de Madras.

## Lista de bispos
A seguir uma lista de bispos desde a criação da diocese em 1952.
|        | Nome                            | Período     | Notas                                        |
| Bispos | Bispos                          | Bispos      | Bispos                                       |
| ------ | ------------------------------- | ----------- | -------------------------------------------- |
| 7º     | Ambrose Pitchaimuthu            | 2024-       | Atual                                        |
| 6º     | Soundaraj Periyanayagam, S.D.B. | 2006 - 2020 |                                              |
| 5º     | Malayappan Chinnappa, S.D.B.    | 1993 - 2005 | Nomeado arcebispo de Madras e Mylapore       |
| 4º     | Savarinathan Michael Augustine  | 1981 - 1992 | Nomeado arcebispo de Pondicherry e Cuddalore |
| 3º     | Royappan Antony Muthu           | 1970 - 1980 | Faleceu no cargo                             |
| 2º     | David M. S. Pillat, S.D.B.      | 1956 - 1969 | Faleceu no cargo                             |
| 1º     | Pablo Mariaselvam, S.D.B.       | 1953 - 1954 | Faleceu no cargo                             |